# Chloroclysta fasciata
Chloroclysta fasciata är en fjärilsart som beskrevs av Edward Alfred Cockayne 1942. Chloroclysta fasciata ingår i släktet Chloroclysta och familjen mätare. Inga underarter finns listade i Catalogue of Life.